# ヴィレ・ヴァンニ
ヴィレ・ヴァンニ（Ville Vänni、1979年1月14日 - ）は、フィンランドの元ヘヴィメタルミュージシャン（ギタリスト）。インソムニウムのギタリストとして著名。現在は音楽活動から退き、外科医として活動している。

## 略歴
1979年1月にフィンランド南東の都市・トゥルクで生まれる。1996年にトゥルクで結成されたウォッチ・ミー・フォールに参加。ウォッチ・ミー・フォール初期には、後にヘイトフォームを結成し、ベーシストとして活動するヨニ・スオデンヤルヴィがボーカリストとして在籍していた。1999年にはインソムニウムで活動するニーロ・セヴァネンがウォッチ・ミー・フォールにボーカリストとして加入。ウォッチ・ミー・フォールは、2001年にKtokレコードから1stアルバム『Worn』をリリースしており、ニーロがボーカルを、ヴィレがギターを務めている。ただしこの後、2003年にウォッチ・ミー・フォールは解散した。
2001年に、ティモ・パルタネンが脱退したインソムニウムに加入。インソムニウムは2002年に1stアルバム『In the Halls of Awaiting』をリリースしデビューした。ヴィレは、ギタリストとして活動を続けた。また、2004年にウォッチ・ミー・フォール時代の同僚、ヨニ・スオデンヤルヴィが結成したヘイトフォームから加入の打診があり、同バンドに加入した。しかし、2006年になると、インソムニウムの活動に加えて学業の面でも多忙となってしまい、ヘイトフォームを脱退した。
2006年には、トゥルクの大学の医学部を卒業。外科医としても働き始め、北カルヤラ県の中央病院で働き始めた。
これ以降、音楽活動と医師活動を並行していたものの、2011年10月31日にインソムニウム脱退を発表。後任には、オムニアム・ギャザラムのマルクス・ヴァンハラが就いた。ヴィレはその後、音楽活動から引退し外科医として勤務している。

## 使用機材
インソムニウム時代の使用機材は以下のようになる。
- Gibson Les Paul Studio-89
- Ibanez RG 7-string
- Framus Cobra head & 4x12" cabinets
- TC-Electronics G-Major
- Ibanez Vintage Tube Screamer
- Jim Dunlop Cry Baby wah
- Jazz III pics
- various MIDI-control devices

## ディスコグラフィ

### インソムニウム
- 2002年 In The Halls Of Awaiting
- 2004年 Since The Day It All Came Down
- 2006年 Above The Weeping World
- 2009年 Across The Dark
- 2011年 One For Sorrow

### ヘイトフォーム
- 2005年 Hateform (Demo)

### ウォッチ・ミー・フォール
- 1997年 Demo 97 (Demo)
- 1999年 Blood Red Colours (Demo)
- 2001年 Worn